# Chrysoperla siamensis
Chrysoperla siamensis is een insect uit de familie van de gaasvliegen (Chrysopidae), die tot de orde netvleugeligen (Neuroptera) behoort. 
Chrysoperla siamensis is voor het eerst wetenschappelijk beschreven door Brooks in 1994.